# محمية عين العوجا الطبيعية
محمية عين العوجا الطبيعية هي محمية طبيعية، تقع بمحافظة أريحا بالضفة الغربية، وعلى بعد11 كم شمال شرق مدينة أريحا،
وتمتد على مساحة 22 ألف دونم، وتشكل واحة طبيعة جمالية من الأشجار والنباتات الطبية والينابيع.

## الجغرافيا
ويحدها من الشرق نهر الأردن، ومن الشمال قرية فصايل ومن الغرب أراضي قريتي كفر مالك ودير جرير، ومن الجنوب النويعمة.
بها عين العوجا التي تنبع من السفوح الشرقية من أراضي محافظة رام الله والبيرة منطقة عين سامية. وتصب في قنوات طويلة للمياه، وكانت تعتبر من أضخم روافد نهر الأردن، وهي أكبر محمية طبيعية فلسطينية بالضفة الغربية.